# What's My Name? (bài hát của Rihanna)
"What's My Name?" là một bài hát của nữ ca sĩ người Barbados Rihanna hợp tác với nam rapper người Canada Drake nằm trong album phòng thu thứ năm Loud (2010) của cô, được Def Jam Recordings và SRP Music Group phát hành làm đĩa đơn thứ hai vào ngày 25 tháng 10 năm 2010. Nhạc sĩ người Mỹ Ester Dean đã sáng tác bài hát này cùng với Drake, Traci Hale và các nhà sản xuất nhóm Stargate và Kuk Harrell. "What's My Name?" là một ca khúc thuộc thể loại nhạc điện tử và R&B đương đại, cùng phần ca từ mang đề tài tình yêu lãng mạn và yếu tố tình dục của cặp đôi.
Sau khi phát hành, "What's My Name?" đã nhận được những lời nhận xét tích cực từ các nhà phê bình âm nhạc cũng như được xếp hạng trong nhiều danh sách bài hát tiêu biểu. Giới chuyên môn đánh giá cao giai điệu hấp dẫn, chất giọng của Drake lẫn Rihanna và quá trình sản xuất của ca khúc. Tại Hoa Kỳ, "What's My Name?" vươn lên vị trí số một trên bảng xếp hạng Billboard Hot 100, trở thành ca khúc quán quân thứ tám của Rihanna và đầu tiên của Drake. "What's My Name?" đứng đầu các bảng xếp hạng ở Hungary và Vương quốc Anh, đồng thời lọt vào top 10 ở nhiều quốc gia khác, bao gồm vươn đến top 5 ở Canada, Ireland, New Zealand, Na Uy và Slovakia. Ca khúc được chứng nhận đĩa 6× Bạch kim từ Hiệp hội Công nghiệp Ghi âm Hoa Kỳ (RIAA) và nhận một đề cử giải Grammy cho Trình diễn rap/hát xuất sắc nhất tại lễ trao giải thường niên lần thứ 54.
Video âm nhạc cho "What's My Name?" do Philip Andelman đạo diễn và được thực hiện ghi hình công khai ở thành phố New York. Nội dung kể về Rihanna và Drake gặp nhau và họ nảy sinh tình cảm ở một cửa hàng tiện lợi, xen kẽ là những phân cảnh hình ảnh lãng mạn của các cặp đôi và lúc Rihanna đi dạo xung quanh khu vực Lower East Side ở Manhattan. Nhằm quảng bá "What's My Name?", Rihanna đã trình diễn bài hát trên nhiều chương trình truyền hình và lễ trao giải lớn như Good Morning America, The X Factor Anh Quốc, giải thưởng Âm nhạc Mỹ năm 2010, giải Grammy lần thứ 53 và giải Brit năm 2011. Nữ ca sĩ từng đưa "What's My Name?" vào danh sách tiết mục biểu diễn tại các chuyến lưu diễn Last Girl on Earth (2010–2011), Loud Tour (2011) và Diamonds World Tour (2013) của cô.

## Bối cảnh và hợp tác
Mặc dù nhiều người dự đoán album phòng thu thứ tư của Rihanna sẽ có một hoặc nhiều bài hát kể về sự việc hành hung của Chris Brown nhưng nam ca sĩ kiêm nhà sản xuất âm nhạc Ne-Yo đính chính rằng Rihanna sẽ không thực hiện việc đó. Album Rated R được phát hành vào tháng 11 năm 2009 thuộc thể loại pop lẫn R&B, và pha trộn cùng với những chất liệu hip-hop, dancehall và rock. Sau khi Rated R đạt được thành công thương mại, Rihanna bắt đầu thực hiện album phòng thu thứ năm và cam kết rằng nhạc phẩm mới của cô sẽ "ngổ ngáo, vui nhộn, cửa cẩm và tràn đầy năng lượng". Phó chủ tịch hãng đĩa Def Jam Recordings Bu Thiam đã phát biểu rằng, "Tôi đang cố gắng thúc đẩy cô ấy đạt đến cảnh giới là mỗi bài hát trong album đều sẽ là một bản hit từ bài số 1 cho đến 12. Tôi sẽ nói KHÔNG với những bài hát chỉ mang tính chất nhồi nhét vào cho đủ album. Thước đo của chúng tôi cho album lần này đó chính là Thriller của Michael Jackson." Rihanna đã hợp tác cùng Antonio "L.A." Reid để thành lập một đội ngũ hơn 50 nhà sáng tác chuyên nghiệp đảm nhận công việc tại hầu hết phòng thu lớn bên thành phố Los Angeles do hãng đĩa Def Jam Recordings thuê lại gần như toàn bộ để độc quyền viết nhạc album mới trong vòng hai tuần cho nữ ca sĩ. Sau thời gian đó, nhóm đội ngũ tác giả đã sáng tác và sản xuất khoảng 200 bài hát cho Rihanna, nhưng chỉ có những bài hay nhất trong số đó là được chọn đưa vào album Loud, trong đó có "What's My Name?".

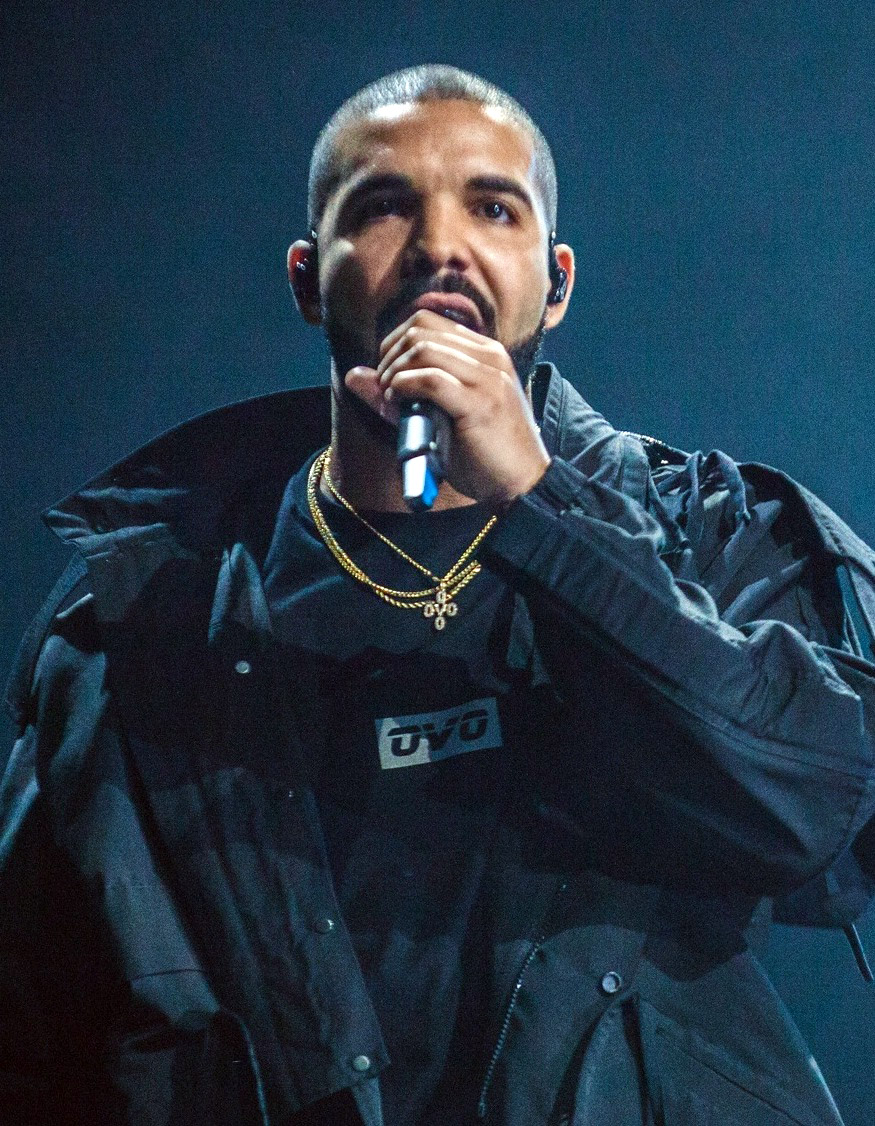
Drake nhận lời hợp tác và thực hiện phần phân khúc rap do anh sáng tác trong "What's My Name?"

Về bối cảnh hợp tác, trong một cuộc phỏng vấn với MTV News vào tháng 11 năm 2009, nam rapper người Canada Drake đã bày tỏ khen ngợi Rated R và tiết lộ họ đã hợp tác thực hiện một ca khúc mà rốt cuộc không được chọn đưa vào album thứ tư của Rihanna. Anh cho biết "đấy là một bản thu âm đặc biệt, chính vì không được [lựa chọn] nên tôi biết còn điều gì đó phải tinh chỉnh. Giờ đã ổn hết cả rồi. Tôi nghĩ dự án này sẽ tuyệt vời không cần vì lý do gì khác." Rihanna quyết định đi tìm người hợp tác cho "What's My Name?" (Drake là lựa chọn đầu tiên) vì cô cho rằng ca khúc sẽ không hoàn chỉnh nếu như thiếu đi một người đóng vai nhân vật nam trong nội dung. Tor Erik Hermansen đến từ bộ đôi nhà sản xuất thu âm người Na Uy Stargate tường thuật lại rằng lúc Rihanna đi gặp Drake ở phía sau hậu trường, nữ ca sĩ đã phát bản thu âm cho nam rapper nghe thử và mời anh thu một đoạn phân khúc cho bài hát của cô. Rihanna đã hỏi anh "mấy cái tập tin đâu rồi?" và Hermansen cảm nhận: "Đó là một chuyện mà bạn sẽ không thường xuyên bắt gặp ở những nghệ sĩ ngang tầm vị thế của cô ấy." Rihanna nói về quá trình hợp tác cùng Drake cho ca khúc với MTV News rằng do nam rapper lúc đó là một nghệ sĩ rất đắt khách nên họ đã luôn cố gắng thu xếp để thực hiện công việc cùng nhau. Cũng theo Rihanna, sau khi Drake nghe xong thì nam rapper đã bày tỏ yêu thích khi thấu cảm được giai điệu và đồng ý sáng tác đoạn phân khúc sau ba ngày. Ngoài lý do "What's My Name?" là một bài hát rất trẻ trung, vui tươi và du dương, Rihanna còn cho rằng Drake là lựa chọn hoàn hảo vì anh là một rapper trẻ tuổi có khả năng rap vần điệu khiến cô kinh ngạc.
Về chuyện đời tư, sau khi Rihanna chia tay Brown chưa lâu, truyền thông bắt đầu đồn thổi nữ ca sĩ và Drake hẹn hò sau khi xác nhận hai người hôn nhau và âu yếm tại quán chơi bowling Lucky Strike Lanes ở thành phố New York. Kể từ khi "What's My Name?" không được chọn đưa vào Rated R, Rihanna và Drake bắt đầu gặp gỡ cùng nhau nhiều hơn. Thoạt đầu, họ phủ nhận mối quan hệ khi bị truyền thông khẳng định có tình cảm. Đến tháng 6 năm 2010, Drake thừa nhận với The New York Times rằng chuyện tình cảm giữa anh với Rihanna thực sự có xảy ra nhưng anh cảm thấy không vui vẻ: "Tôi là một kẻ bị [cô ấy] lợi dụng. Bạn có biết cô ấy đã làm gì với tôi không? Cô ấy đang làm điều mà tôi đã làm với nhiều phụ nữ trong đời tôi đấy. Đó chính là dành cho họ một thời gian thật 'chất lượng' và rồi 'quất ngựa truy phong'." Rihanna cũng thừa nhận là bị cuốn hút trước Drake vào năm 2009 nhưng cô vẫn chưa sẵn sàng là do vừa mới chia tay Brown. Tháng 11 năm 2010, nữ ca sĩ đã phát biểu: "Tôi thực sự đã thích Drake, nhưng tôi biết đó là gì và ra sao. Chúng tôi không muốn tiến thêm. Đó thực sự là giây phút mong manh trong cuộc đời tôi nên tôi chỉ là không muốn làm nghiêm trọng bất cứ vấn đề nào hoặc quen nghiêm túc một ai khác."

## Sáng tác và sản xuất
"What's My Name?" là một bài hát do Mikkel S. Eriksen, Hermansen, Ester Dean, Traci Hale và Drake sáng tác. Trong một cuộc phỏng vấn cùng HitQuarters, Hale giải thích rằng cô tham gia vào công việc sáng tác lần này là nhờ vào cuộc gọi lời mời từ Dean. Công việc chủ yếu của cô là sáng tác ca từ, còn Dean và Stargate thì tập trung thực hiện nhiều nhất là ở phần âm nhạc. Khi được hỏi về cảm hứng xoay quanh ca khúc, Hale tiết lộ, "Ừ là tình yêu, tình yêu, tình yêu thôi! Và phải gợi cảm nữa – ['What's My Name?'] có nguồn gốc từ một bản nhạc thiệt sự rất sexy và bạn sẽ phải kiếm gì đó sexy đưa vào [bài hát]." Eriksen và Miles Walker thực hiện thu âm bài hát tại phòng thu âm Roc the Mic bên thành phố New York và tại Westlake Recording Studios bên Los Angeles. Trước khi Dean đến với Roc the Mic để sản xuất "What's My Name?", Stargate đã chuẩn bị sẵn hàng chục bản nhạc được tạo ra bằng cách sử dụng đàn phím để trộn âm cho đến khi tìm ra ý tưởng nhờ vào tiến trình hợp âm chính của bài hát hoặc đoạn riff. Sau đó, nhóm sản xuất sử dụng nhiều loại âm thanh và đoạn nhịp được lập trình sẵn để hoàn thiện ca khúc, và Hermansen cho rằng phương pháp này giống "những hương vị mới đang chờ đợi nhà sản xuất nước giải khát hoặc khoai tây chiên phù hợp xuất hiện để kết hợp lại thành một sản phẩm."
Kuk Harrell thu âm giọng hát của Rihanna và sản xuất giọng hát của nữ ca sĩ cùng Josh Gudwin và Marcos Tovar. Bobby Campbell phụ trách công việc trợ lý giọng hát, còn Dean thì hát bè. Noah "40" Shebib thu giọng hát của Drake tại The Hit Factory Studios ở Miami cùng sự trợ giúp của Noel Cadastre và Brandon Joner. Phần nhạc nền của "What's My Name?" được Phil Tan phối trộn tại Ninja Beat Club bên Atlanta, còn Damien Lewis thì thực hiện công việc hỗ trợ kỹ thuật. Toàn bộ phần phối khí và sản xuất do bộ đôi nhà sản xuất âm nhạc Stargate thực hiện. Dean là tác giả của lời hook "Oh na na / What's my name?" và đã từng thu âm demo "What's My Name?" cùng với Stargate. Nữ nhạc sĩ nhận xét một điểm mạnh của Rihanna trong quá trình thu âm bài hát rằng "cô ấy không cố gắng hát giống giọng bạn; cô ấy hát giống giọng chính mình. Cô ấy không đến đó để tìm cách đánh bại bạn khi hát bài hát của bạn. Cô ấy bước vào đó và nói, 'Tôi sẽ hát bài hát này vì tôi rất thích nó.'"

## Nhạc và lời
"What's My Name?" là một bài hát tiết tấu nhanh thuộc thể loại electro-R&B. Phần nhạc nền do nhóm Stargate sản xuất có sử dụng đoạn nhịp ska sôi động, âm thanh tổng hợp từ organ cùng yếu tố reggae nặng nề được cho là đã giúp đưa Rihanna quay trở về với phong cách island-pop ở giai đoạn đầu sự nghiệp của nữ ca sĩ. Bill Lamb đến từ trang About.com nhận định chung là bài hát đơn giản và lôi cuốn. Anh bảo rằng trước lúc phân đoạn giọng hát của Rihanna cất lên, bên trong phần nhạc còn chứa "nhịp điệu máy gõ trống mơ màng". Theo bản phổ nhạc do EMI Music Publishing đăng tải trên Musicnotes.com, "What's My Name?" là một bài hát mang nhịp độ groove hip hop vừa phải với số nhịp đạt trung bình 104 nhịp mỗi phút. Ca khúc sử dụng hợp âm gốc Fa thăng thứ và tiến trình hợp âm chủ đạo F♯m–A–Dmaj7–E, trong đó Dmaj7 được gọi là hợp âm Rê trưởng thứ bảy. Quãng giọng trong "What's My Name?" nằm trong khoảng từ nốt trầm nhất là F♯3 đến nốt cao nhất là C♯5.
Tháng 5 năm 2011, cây bút chuyên môn Mike Senior trực thuộc Sound on Sound trước khi tiến hành thử nghiệm công việc trộn nhạc thì đã nghe thử "What's My Name?" vài lần. Anh nhận thấy có những điểm khiến cho anh cảm thấy thú vị ở bài hát, chính là phần hòa âm bị hiệu ứng kick trống trầm làm lấn át. Bên cạnh đó, vì ca khúc chỉ chứa một số hòa âm cơ bản gồm một đoạn âm Fa thăng thứ, một đoạn âm La trưởng và hai đoạn âm Rê trưởng nên Senior bảo rằng phần biên khúc ít ỏi đến mức "What's My Name?" có thể giống với một bản bassline du dương truyền thống. Vì lẽ đó, hiệu ứng trống trầm "phong cách 808" đã bóp méo tông điệu thành phần bài hát "What's My Name?" nằm trong khoảng tần số cao độ từ 37 Hz đến 74 Hz dẫn đến triệt tiêu nốt Rê. Senior cho rằng mấu chốt của vấn đề là ca khúc chỉ thực sự hợp với hợp âm Rê trưởng, và hiện tượng đó "đã dẫn đến làm mất tính ổn định hợp âm chủ Fa thăng thứ (giả sử như đây thực sự là hợp âm thứ 7 của Rê trưởng) và xung đột nặng nề với âm La trưởng." Anh nhận định mặc dù điều đó khó có thể nhận biết được khi chỉ thưởng thức qua những bộ loa cỡ nhỏ nhưng đó vẫn là một nhược điểm của nhiều bài hát như vậy theo cá nhân anh, và phân đoạn "What's My Name?" ở khúc 3:12 có bốn đoạn không dùng âm trống trầm và bốn đoạn thì lại có.
Về phần lời, "What's My Name?" là một bài hát mang đề tài tình dục và lãng mạn. Jocelyn Vena bên phía MTV News nhận định phong cách truyền tải thông điệp qua giọng ca và lời bài hát đã thể hiện tâm trạng ngổ ngáo. Cô đánh giá đoạn điệp khúc là hấp dẫn để người hâm mộ hát theo trong lúc ngồi trên xe ô tô qua từng câu gọi đáp lặp lại đầy khiêu khích của Rihanna dành cho Drake: "Hey, boy, I really want to see if you can go downtown with a girl like me / Hey, boy, I really want to be with you, 'cause you're just my type / I need a boy to take it over / Looking for a guy to put in work." Lamb bảo rằng về mặt ca từ, "What's My Name?" chủ yếu thể hiện điệu bộ lãng mạn và tình dục "vô tri không hề có ý nghĩa gì cả." Cả Stacy Anderson bên tạp chí Spin lẫn Nick Levine chấp bút cho Digital Spy đều bàn tán về những ám chỉ tình dục trong lời bài hát và chỉ ra đoạn rap khôi hài dựa vào lĩnh vực số học của Drake: "The square root of 69 is 8 something, right / 'Cuz I been trying to work it out". Megan Vick biên tập cho Billboard nói rằng giọng hát trong trẻo của Rihanna đã đánh dấu bước trưởng thành vượt bậc của nữ ca sĩ so với các đĩa đơn trước đó. Nhà nghiên cứu học thuật Nicole R. Fleetwood nhận định rằng Rihanna đã tạo ra một kịch bản trong "What's My Name?", mà trong đó cô sẽ kiểm soát người cầu hôn của mình. Anh ta sẽ phải khuất phục trước Rihanna bằng cách thừa nhận quyền lực của cô và còn phải thể hiện rõ mong muốn của bản thân dành cho nữ ca sĩ. Amanda Nell Edgar xuất bản cho tập san học thuật Women's Studies in Communication đã chọn câu "Looking for a guy to put in work" để cho thấy Rihanna đã đảo ngược vai trò giới tính truyền thống khi trong bài hát, nữ ca sĩ thể hiện vai trò là người kiểm soát và tìm kiếm một người đàn ông để thỏa mãn cô.

## Đánh giá chuyên môn
"What's My Name?" nhận được những lời nhận xét tích cực từ các nhà phê bình âm nhạc từ khi phát hành. Nhà báo Thomas Conner soạn tin cho Chicago Sun-Times không khen ngợi hoặc chỉ trích gì ca khúc mà anh tập trung vào giai điệu ướt át của nhạc phẩm: "[Rihanna] cùng với người hợp tác song ca thở dốc Drake đã thổi bay cửa sổ phòng thu âm lúc anh ấy rap tường thuật đầy bất lực". Bill Lamb cộng tác cho trang About.com đánh giá "What's My Name?" 4 trên 5 sao và bảo rằng phần điệp khúc bắt đầu bằng "Oh na na / What's my name?" và đoạn hook của bài hát rất in sâu vào tâm trí: "Chưa vào [bài hát] đủ lâu thì Drake bắt đầu phần rap bằng vần điệu thông minh, gợi cảm và lãng mạn. [...] Giọng ca của Rihanna thì lần nữa vẫn lôi cuốn thú vị một lần nữa. Đây là một bản hit ... "What's My Name?" quả nhiên là lựa chọn bổ sung tốt vào danh sách phát buổi tối lãng mạn." Jocelyn Vena viết cho MTV News bày tỏ khen ngợi đoạn điệp khúc của bài hát và đoạn rap của Drake. Nhà phê bình Molly Lambert cho chuyên trang âm nhạc Pitchfork tán dương khả năng thể hiện của Rihanna trong bài hát và nói rằng ở bài hát "What's My Name?", Rihanna không cần phải cho khán giả biết cô "đáng thèm muốn như thế nào – mà là sẵn có như vậy. Chưa bao giờ ta cần phải hoài nghi về phần truyền tải của cô ấy mà Rihanna thực sự có thể là cô gái duy nhất trên thế giới này".
Nick Levine bên Digital Spy chấm "What's My Name?" 4 trên 5 sao và nhận xét rằng bài hát về cơ bản là một cuộc làm tình kéo dài và xa hoa so với lối quan hệ thô bạo và chóng vánh như ở Rude Boy. Anh khen ngợi "What's My Name?" vẫn giữ vẻ đẹp sang trọng ngay cả khi Drake thốt ra một câu đùa tinh quái "căn bậc 2 của 69" và Rihanna dũng cảm nhắc khéo đến tình dục bằng miệng. Megan Vick biên tập bài đánh giá cho tạp chí âm nhạc hàng tuần Billboard bảo rằng chính vì "What's My Name" đã là một nỗ lực chung thế nào nên Rihanna đã chinh phục được bài hát bằng cách thể hiện "một phiên bản bóng bẩy hơn cho cá tính nhạc pop của cô ấy." Theo Jon Dolan đến từ tạp chí Rolling Stone, đĩa đơn thứ hai "What's My Name?" được phát hành từ album đã tạo nên cho Rihanna "một cơn bão nhiệt đới tí hon hoàn hảo". Anh cũng chấm bài hát 4 trên 5 sao và cho biết Rihanna đang ở chế độ hoàn toàn giống nữ hoàng Carribean, hát vang bằng chất giọng người dân vùng đảo của mình và đưa ra danh sách việc cần làm cho bất kỳ người đàn ông trưởng thành nào mà muốn tiến vào nơi "kín đáo" của cô ấy. Tuy nhiên, Dolan chỉ trích câu rap "căn bậc 2 của 69" của Drake và bảo rằng nam rapper giống như một tên mọt sách đến từ một hội huynh đệ đại học khi rap ra câu đó. Năm 2023, Breihan biên tập bài nhận xét "What's My Name?" chi tiết cho Stereogum và chấm nhạc phẩm 8 trên 10 điểm. Anh đúc kết bài đánh giá rằng tuy "What's My Name?" không phải là bài hát hay nhất và biểu tượng nhất của Rihanna nhưng ca khúc hợp tác đã đem lại cảm giác "vui vẻ ít mạo hiểm", góp phần đưa Rihanna gần đến "đỉnh cao hoàng gia" đương thời và gây dựng sự nghiệp về sau cho Drake.

## Thành tựu
Ở giải thưởng Âm nhạc Billboard vào ngày 22 tháng 5 năm 2011, "What's My Name?" được đề cử giải Bài hát R&B hàng đầu. Đĩa đơn nhận về hai đề cử cho hạng mục Lựa chọn của khán giả và Hợp tác xuất sắc nhất tại giải BET vào ngày 27 tháng 6 năm 2011. Tháng 11 năm 2011, "What's My Name" được đề cử "Màn trình diễn nhạc Dance xuất sắc nhất" cùng "Only Girl (In the World)" tại giải thưởng Âm nhạc Soul Train. Bên cạnh album Loud được đề cử ở hai hạng mục Album của năm, Album giọng pop xuất sắc nhất tại giải Grammy lần thứ 54 vào ngày 12 tháng 2 năm 2012, "What's My Name?" mang về cho Rihanna một đề cử Hợp tác Rap/Hát xuất sắc nhất.
Nhiều ấn phẩm đã xếp hạng "What's My Name?" trong các danh sách hàng đầu. Cuối năm 2010, Amanda Petrusich đến từ Pitchfork, sau khi cùng các đồng nghiệp lựa ra 100 bài hát hay nhất trong năm và xếp "What's My Name?" ở hàng 77, đã ca ngợi Rihanna khéo chuyển đổi từ chủ đề mãnh liệt đến từ Rated R sang một bản thu âm tập trung vào bữa tiệc. Petrusich cảm nhận "What's My Name?" là lời khẳng định mạnh mẽ về địa vị nữ alpha của Rihanna, sau khi kết hợp với Drake làm khách mời đã góp phần gia tăng vẻ quyến rũ bất chấp nội dung ngô nghê. Năm 2015, hai cây bút James Manning và Nick Levine biên tập cho Time Out đã xếp "What's My Name?" ở vị trí thứ 5 trong danh sách 20 bài hát hay nhất của Rihanna. Họ cho rằng vì bài hát được lấy cảm hứng từ mối quan hệ mơ mộng và lãng mạn giữa Rihanna với Drake nên lời ca trở nên rõ ràng chân thật và tạo nên sức hấp dẫn khó quên. Sang năm 2017, Pitchfork chọn "What's My Name?" ở vị trí thứ 15 và ví bài hát như một luồng gió mới trong nền văn hóa của những ham muốn tiềm ẩn, khi Rihanna tự tin điều hướng vai trò thống trị và phục tùng, và để lại dấu ấn bằng giai điệu truyền cảm.
Năm 2018, các tác giả của tạp chí Rolling Stone đã xếp "What's My Name?" ở vị trí thứ 17 trong danh sách 30 bài hát hay nhất của Rihanna, còn Callie Ahlgrim trực thuộc Business Insider thì chọn "What's My Name?" là 1 trong 113 bài hát xuất sắc nhất trong thập niên 2010. Năm 2019, cây viết Clare Considine xuất bản cho hãng nước uống tăng lực Red Bull đã xếp "What's My Name?" ở vị trí thứ 4 trong danh sách 10 bài hát xuất sắc nhất. Cô nhận xét sức hấp dẫn lâu dài đến từ chất nhạc vui tươi và gợi cảm của "What's My Name?" đã khiến cho những người hâm mộ nhập vai trở thành nữ ca sĩ. Năm 2021, biên tập viên Alexis Petridis cho tờ The Guardian đã xếp "What's My Name?" ở vị trí thứ 11 trong 30 bài hát hay nhất của Rihanna. Anh nhận xét rằng ca khúc đã tái hiện lại cội nguồn âm nhạc reggae và dancehall của Rihanna bên cạnh giai điệu electro-pop quyến rũ do đội ngũ Stargate sáng tác.
Bianca Gracie biên tập cho trang web Uproxx đã xếp "What's My Name?" ở vị trí bài hát hàng đầu của nữ ca sĩ và bảo rằng bài hát đã gói gọn bản chất hoài cổ của nét lãng mạn trẻ trung và đầy tự hào. Gracie còn nhận xét thêm rằng ca từ vui tươi và lối kết hợp giữa dancehall với pop của "What's My Name?" dường như vẫn khiến người nghe khó cưỡng dù đã hơn một thập kỷ trôi qua. Năm 2022, Harrison Brocklehurst đến từ The Tab đã chọn "What's My Name?" ở vị trí thứ 23 trong danh sách 50 bài hát xuất sắc của Rihanna. Anh ca ngợi màn hợp tác của Drake và Rihanna, tính nhất quán của bài hát, thành tích xếp hạng cũng như lối thể hiện hấp dẫn của Rihanna. Năm 2023, biên tập viên Sheilla Mamona từ tạp chí Glamour đã bình chọn "What's My Name?" là bài hát hay thứ nhì của Rihanna sau "Work". Cô nhận xét ca từ mang tính biểu tượng cùng màn hợp tác trong mơ giữa Rihanna và Drake đã định hình thập kỷ và tác động văn hóa vượt ra ngoài âm nhạc, lan rộng đến thời trang lẫn xu hướng.

## Phát hành và diễn biến thương mại
Màn hợp tác giữa Rihanna và Drake lúc đầu được dự định phát hành làm phiên bản remix của "What's My Name?", song đến cuối cùng thì được chọn làm bài hát của album Loud. "What's My Name?" được phát hành làm đĩa đơn thứ hai cho Loud lên nền tảng tải kỹ thuật số iTunes Store và đưa lên đài phát thanh rhythmic đương đại vào ngày 25 tháng 10 năm 2010. Sang ngày kế tiếp, ca khúc có mặt trên các đài phát thanh hit đương đại. Một đĩa đơn CD gồm "What's My Name?" và phiên bản remix của ca khúc được lên kệ tại Đức vào ngày 21 tháng 1 năm 2011. Rihanna chọn bức hình chụp gần giống như cô dâu với tông màu xanh lam để làm ảnh bìa cho đĩa đơn "What's My Name?". Trong hình, nữ ca sĩ mặc bộ váy màu đào, mang chiếc băng đô có đính đá quý với mái tóc buông xõa. Phần nền phía sau Rihanna có màu đào tương tự với chiếc váy. Ở góc trên tay trái dường như có ánh mặt trời đang chiếu vào mái tóc cô với logo chữ 'R' được đặt ở vị trí đó, còn tiêu đề bài hát màu trắng và tên người thể hiện màu đỏ thì nằm ở bên dưới tay trái.
Về mặt thương mại tại Hoa Kỳ, "What's My Name?" ra mắt ở vị trí thứ 67 trên bảng xếp hạng Hot R&B/Hip-Hop Songs của Billboard trong tuần xếp hạng ngày 30 tháng 10 năm 2010 và vươn lên hạng cao nhất là thứ nhì. Bài hát mở màn trên bảng xếp hạng Billboard Hot 100 tại vị trí 83 sau khi được gửi lên đài phát thanh đại chúng, và nhảy thẳng lên hạng nhất trong tuần thứ ba sau khi được phát hành ở định dạng tải kỹ thuật số, trở thành đĩa đơn quán quân thứ tám của Rihanna trên bảng xếp hạng và là đầu tiên của Drake. Cũng trong tuần, "What's My Name?" đứng đầu bảng xếp hạng Hot Digital Songs Hoa Kỳ vào doanh số tuần đầu đạt 235.000 bản. Khi đó, Rihanna trở thành nghệ sĩ có ba bài hát quán quân Hot 100 trong một năm kể từ năm 2008, cũng là nữ ca sĩ vươn lên vị trí đầu bảng với các ca khúc "Take a Bow", "Disturbia" và bài hát hợp tác "Live Your Life" cùng T.I.. Hai tuần kế tiếp, "Only Girl (In the World)" vươn lên hạng nhất giúp Rihanna lập nên thành tích trở thành nghệ sĩ đầu tiên trong lịch sử bảng xếp hạng Billboard Hot 100 có đĩa đơn mở đường leo lên vị trí quán quân muộn hơn đĩa đơn thứ hai. Đến tuần thứ bảy tính từ ngày phát hành tải kỹ thuật số, "What's My Name?" cán mốc 1 triệu bản. Trong số phát hành ngày 10 tháng 9 năm 2011, Billboard công bố "What's My Name?" nhận được chứng nhận BDS từ Nielsen Broadcast Data Systems ở cột mốc 400.000 lượt spin đài phát thanh. Ca khúc đạt chứng nhận đĩa 6× Bạch kim từ Hiệp hội Công nghiệp Ghi âm Hoa Kỳ vào ngày 30 tháng 6 năm 2015, và bán được 3.095.000 lượt tải nhạc tính riêng tại Hoa Kỳ vào cuối tháng 8 năm 2016.
Tại Anh Quốc, "What's My Name?" góp mặt tại bảng xếp hạng UK Singles vào tuần ngày 27 tháng 11 năm 2010. Sang tuần vào ngày 5 tháng 12, bài hát leo lên vị trí thứ 8 cùng với hai đĩa đơn khác của Rihanna là "Only Girl (In the World)" ở hạng 7 và "Who's That Chick?" (hợp tác với David Guetta) ở hạng 9. Khi ấy, Rihanna trở thành nghệ sĩ thứ tư trong lịch sử bảng xếp hạng Anh làm được thành tích này. "What's My Name?" đạt hạng nhất vào tuần ngày 9 tháng 1 năm 2011, trở thành ca khúc đầu bảng thứ năm của Rihanna và đầu tiên của Drake ở Anh. Ngoài ra, Rihanna còn là nghệ sĩ nữ đầu tiên trong lịch sử bảng xếp hạng Vương quốc Anh đạt được vị trí quán quân suốt 5 năm liên tục và là nghệ sĩ thứ hai nếu xét tổng thể, đầu tiên nhất là Elvis Presley với các đĩa đơn số một từ năm 1957 đến năm 1963. Đây cũng là lần thứ hai trong sự nghiệp Rihanna đưa cả bài hát lẫn album lên vị trí dẫn đầu ở bảng xếp hạng Anh, lần thứ nhất là vào tháng 5 năm 2007 với bài hát "Umbrella" và Good Girl Gone Bad. Tính đến tháng 1 năm 2016, bài hát đã bán được 847.800 bản ở Anh Quốc. Ngày 23 tháng 10 năm 2020, "What's My Name?" được BPI chứng nhận đĩa 2× Bạch kim. Ca khúc còn vươn lên vị trí đầu bảng tại Hungary và Scotland. Bài hát lọt vào top 5 tại các bảng xếp hạng âm nhạc ở Bồ Đào Nha (2), Ireland (3), Israel (3), New Zealand (3), Slovakia (3), Na Uy (4) và Canada (5).

## Video âm nhạc

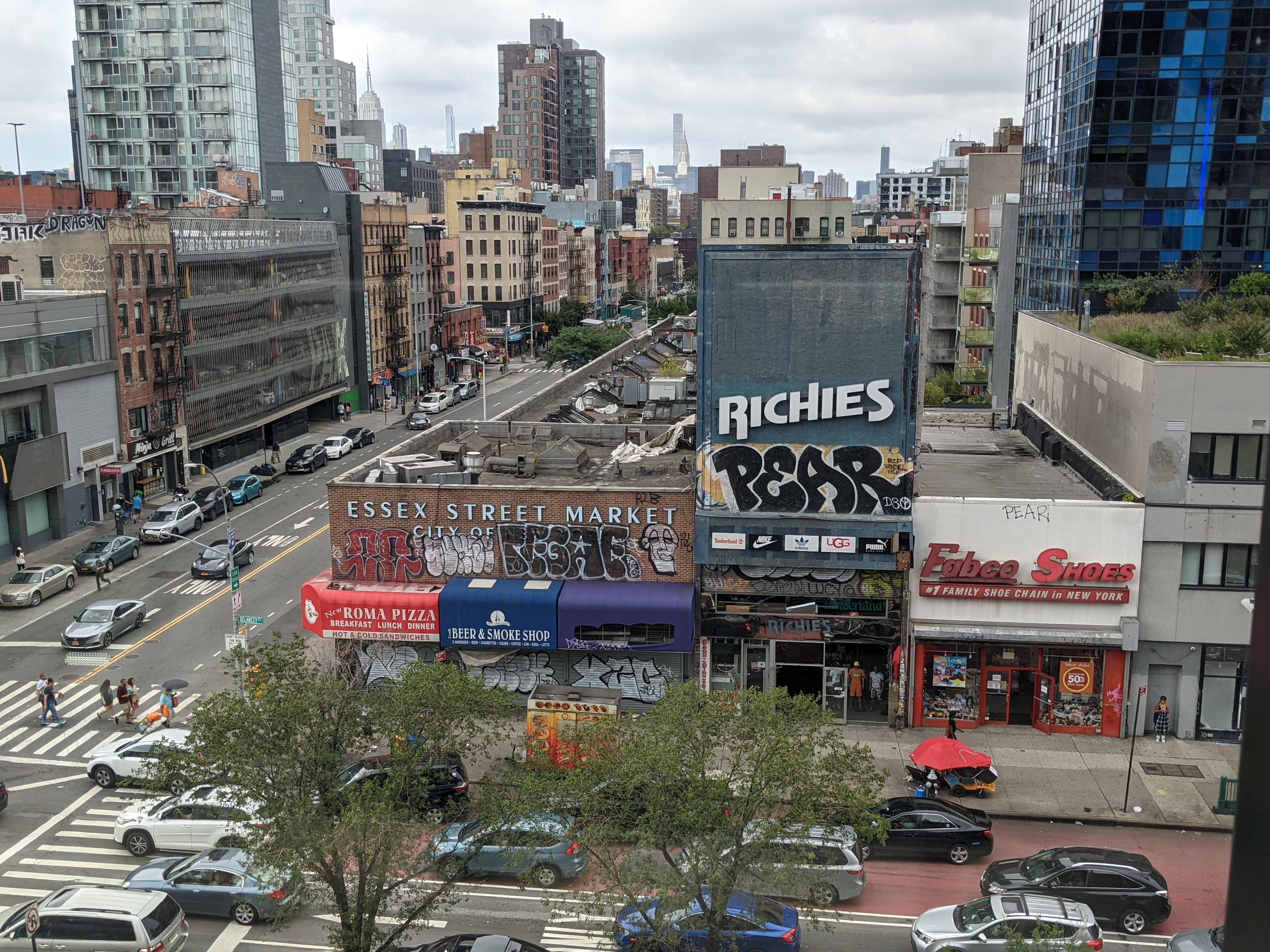
Các cảnh quay của video âm nhạc "What's My Name?" được thực hiện công khai tại Lower East Side, Manhattan, thành phố New York.

Video âm nhạc của bài hát do Philip Andelman đạo diễn, và đây là lần hợp tác đầu tiên giữa Andelman và Rihanna. Rihanna được bắt gặp thực hiện quay video âm nhạc cho "What's My Name?" trong ngày 26 tháng 9 năm 2010 ở Lower East Side, Manhattan, thành phố New York. Vì dự án được thực hiện công khai ở thành phố nên hàng trăm người sẵn sàng tụ tập lại quan sát một cách hiếu kì gồm cả thợ săn ảnh khiến cho giao thông gần như bị ùn tắc khi đó. Rihanna phát biểu với BBC Radio 1 rằng, "Tôi chỉ vừa mới nhâm nhi một ly cocktail trước khi quay video, rồi tôi xuống phố và làm phần việc của tôi. Ở đó có rất nhiều người quan sát và camera chĩa ở khắp nơi. Tôi vẫn phải giữ cái đầu lạnh và tập trung làm công chuyện của mình thôi." Các cảnh quay của Drake thì được thực hiện bên ngoài một cửa hàng bán rượu tại trung tâm thành phố Manhattan vào tối ngày 27 tháng 10 năm 2010.
Nội dung bắt đầu bằng cảnh quay ngẫu nhiên các thành phố, rồi chuyển sang cảnh Rihanna bước vào bên trong cửa hàng tiện lợi, lướt ngang qua một thanh niên đang tính tiền là Drake và tạo dáng điệu thu hút lấy ánh nhìn của nhân vật nam. Nữ ca sĩ lại một chiếc tủ lạnh và lấy hộp sữa. Drake đi theo và ghé sát lại gần cô, vừa nắm tay vừa rap phân đoạn của anh. Hộp sữa trên tay Rihanna rơi xuống và làm đổ lên sàn nhà khi nữ ca sĩ buông ra và chuyển sang nắm tay Drake. Hết đoạn rap của Drake, Rihanna đẩy nam rapper ra và bật cười bước ra ngoài đi dạo phố bốn làn đường tại New York theo phong cách người mẫu, vừa hát vừa nhảy múa, đôi khi tạo dáng trước hàng rào dây xích. Ngoài ra còn có một số người vừa mang nhạc cụ vừa đi bộ giống cô. Xen giữa những phân đoạn là các cảnh quay Rihanna và Drake ở chung phòng ngủ âu yếm, tán tỉnh, trò chuyện, uống rượu và chơi đùa với nhau. Gần cuối video là lúc Rihanna tham gia một bữa tiệc ngoài trời vào buổi tối chủ đề Jamaica cùng với những người chơi nhạc cụ (đã xuất hiện lúc đi bộ) và vừa ca hát vừa nhảy múa. Video được kết lại bằng cảnh Drake hôn lên má Rihanna trong phòng ngủ.
Video âm nhạc "What's My Name?" cùng đoạn hậu trường được đăng tải vào ngày 12 tháng 11 năm 2010 trên trang Vevo chính thức của Rihanna. James Montgomery biên tập cho MTV News đã cảm nhận video âm nhạc của "What's My Name?" giống một cuộc hành trình thú vị và kỳ ảo không kém phần lãng mạn trong bối cảnh đường phố New York. Thông qua các cảnh tương tác mơ hồ giữa Rihanna và Drake, anh đánh giá cao sự hoa mỹ của tác phẩm đã làm nổi bật yếu tố trái ngược với cuộc sống hàng ngày ở đời thật cũng như góp phần làm tăng thêm sức hấp dẫn nội dung diễn tả tình yêu và vẻ tán tỉnh trong MV. Megan Vick đến từ Billboard viết nhận xét về nội dung video ca nhạc rằng mặc dù đoạn clip có nhiều cảnh Rihanna mặc áo hở hang và xoay hông, nhưng những cảnh giữa cô và Drake có thể được "xếp loại PG-13 khá đẹp nếu xét đến nội dung trữ tình của bài hát." MTV Platinum Video Plays Awards chứng nhận giải Bạch kim cho video âm nhạc "What's My Name?" nhờ vào tổng số lượt phát trên 60 kênh truyền hình MTV ở khắp thế giới (trừ Hoa Kỳ) đạt trên 10.000 lượt trong năm 2011. Cuối tháng 11 năm 2023, MV cán mốc một tỷ lượt xem trên YouTube.

## Biểu diễn trực tiếp

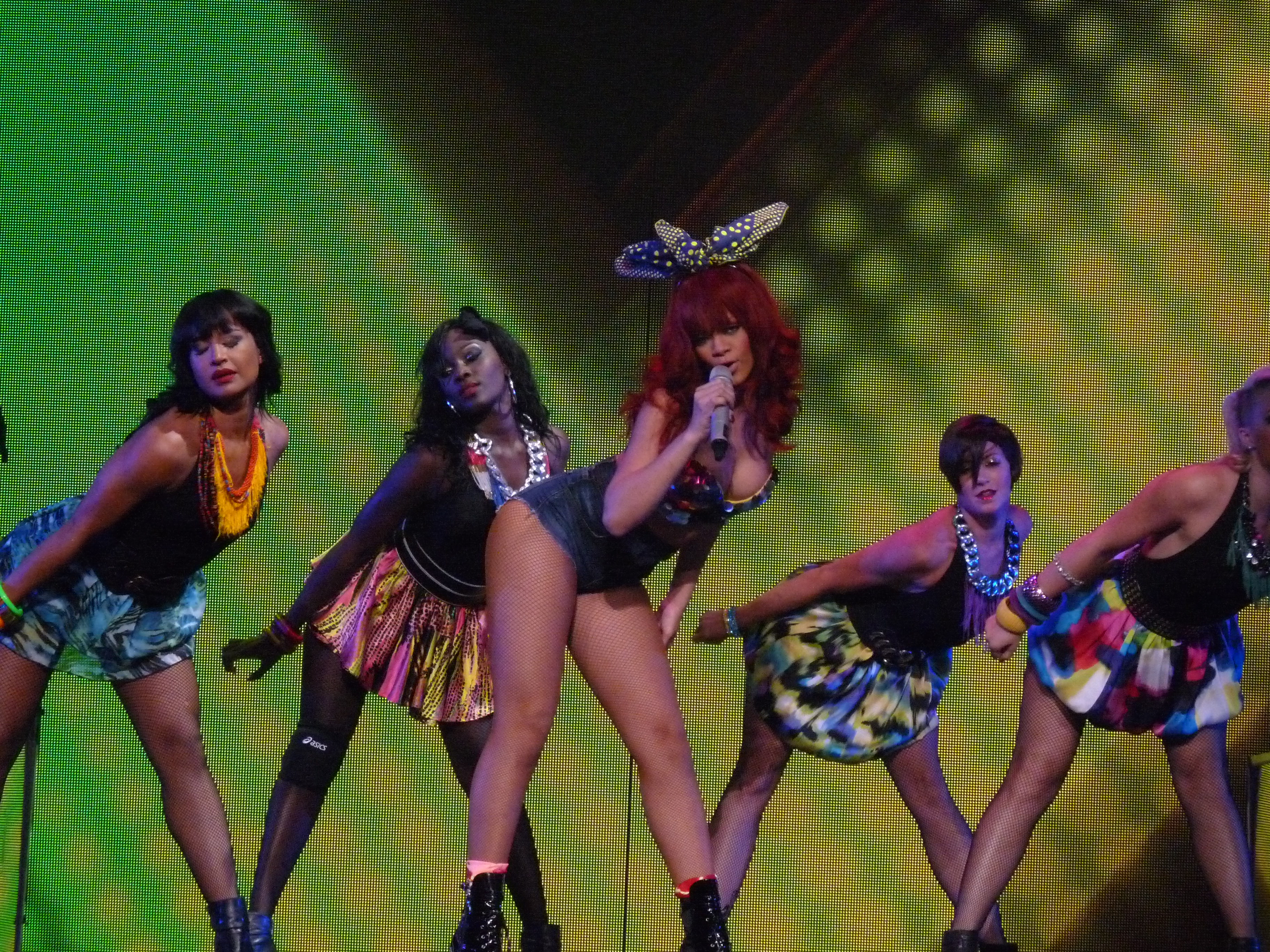
Rihanna trình diễn "What's My Name?" tại chuyến lưu diễn Loud Tour (2011).

Rihanna trình diễn "What's My Name?" lần đầu tiên vào ngày 30 tháng 10 năm 2010 ở chương trình Saturday Night Live của đài NBC. Trang phục của nữ ca sĩ tại buổi biểu diễn gồm Daisy Dukes lưng cao và áo ngực bikini được so sánh là giống như người đồng nghiệp thân thiết Katy Perry. Trước thềm phát hành Loud tại Hoa Kỳ vào ngày 15 tháng 11, Rihanna biểu diễn trực tiếp "What's My Name?" cho The Seven của MTV tại Quảng trường Thời Đại, thành phố New York. Ngày hôm sau, Rihanna trình diễn bài hát tương tự trên chương trình trò chuyện Late Show with David Letterman. Ngày 17 tháng 11, nữ ca sĩ người Barbados đã biểu diễn "Only Girl (In the World)" và "What's My Name?" nhằm quảng bá Loud ở chương trình Good Morning America phát sóng trên kênh ABC. Sang ngày 21 tháng 11, Rihanna biểu diễn mở màn giải thưởng Âm nhạc Mỹ năm 2010 bằng bản liên khúc album Loud. Cô bắt đầu tiết mục bằng cách hát chay "Love the Way You Lie (Part II)" và ngồi trên cây đèn phát sáng và phần dưới là "một cánh đồng cỏ úa màu xám." Rihanna sau đó nhảy xuống và biểu diễn phiên bản solo của "What's My Name?" rồi đến bản ngắn của "Only Girl (In the World)". Theo Mawuse Ziegbe biên tập cho MTV News, nữ ca sĩ đã "khởi động chủ đề hòn đảo" lúc những người đánh trống mặc trang phục bộ lạc vây quanh cô.
Ngày 11 tháng 12 năm 2010, Rihanna trở lại tại đêm chung kết loạt The X Factor của Anh để trình diễn "Unfaithful" cùng Matt Cardle, và đơn ca khêu gợi bài hát "What's My Name?". Buổi chung kết của nữ ca sĩ và Christina Aguilera đã thu hút hơn 14 triệu lượt xem cùng với 4.000 lượt phàn nàn chỉ trích vì biểu diễn "thiếu văn hóa", khiến cho cơ quan Ofcom phải vào cuộc điều tra The X Factor. Vivienne Patterson, giám đốc của Mediawatch UK, nói rằng "Tôi không nghĩ việc phát sóng trước giờ Watershed là phù hợp. Tôi nghĩ việc đó quá rõ rồi." Tại giải Grammy lần thứ 53 vào ngày 13 tháng 2, Rihanna trình diễn "What's My Name?" với Drake. Sang hai ngày tiếp theo, nữ ca sĩ có mặt tại giải Brit 2011 để trình diễn "S&M" lần đầu liên khúc với "Only Girl (In the World)" và "What's My Name?". Lúc đầu, Rihanna dự định biểu diễn mỗi "S&M" trùng ngày ra mắt tại Anh Quốc, nhưng cô đành phải hợp tác theo Brit Awards là "giảm bớt ca từ liên quan đến tình dục trong lời bài hát". Kể cả khi tức giận vì bị yêu cầu thay đổi tiết mục, Rihanna cũng đã đồng ý thay đổi bởi vì tập đoàn Brit Awards muốn tránh những lời than phiền tương tự như sự việc The X Factor. Rihanna trở thành nghệ sĩ khách mời tại NBA All-Star Game vào ngày 20 tháng 2 năm 2011 và biểu diễn liên khúc "Umbrella", "Only Girl (In the World)", "Rude Boy", "What's My Name?" (cùng Drake) và "All of the Lights" (cùng Kanye West).
"What's My Name?" góp mặt trong danh sách biểu diễn ở chuyến lưu diễn Last Girl on Earth tại chặng Úc vào tháng 2 năm 2011 cùng với các bài hát khác trong Loud vào trong danh sách tiết mục. Ca khúc còn xuất hiện trong chuyến lưu diễn Loud và Diamonds World Tour. Ngày 27 tháng 5 năm 2011, Rihanna trình diễn "Only Girl (In the World)", "California King Bed", "What's My Name?" và "S&M" ở loạt "Toyota Concert Series" của chương trình Today phát sóng trên đài NBC tại New York. Rihanna trình diễn "What's My Name?" tại Radio 1's Hackney Weekend vào ngày 24 tháng 6 năm 2012. Cô cũng biểu diễn bài hát liên khúc với "Rude Boy", "Pon de Replay" và "Work" ở Giải Video âm nhạc của MTV năm 2016.

## Danh sách bài hát
- Tải kỹ thuật số[124]

1. "What's My Name?" (hợp tác với Drake) – 4:24

- Đĩa đơn CD tại Đức[60]

1. "What's My Name?" (hợp tác với Drake) – 4:24
2. "What's My Name?" (Low Sunday "Up On It" Radio) – 3:47

## Đội ngũ sản xuất
Thông tin phần ghi công được lấy từ phần ghi chú của Loud.
Địa điểm
- Thu âm tại Roc the Mic Studios, Thành phố New York; Westlake Recording Studios, Los Angeles; The Hit Factory, Miami.
- Phối nhạc tại Ninja Beat Club, Atlanta

Đội ngũ
- Sáng tác – Mikkel S. Eriksen, Tor Erik Hermansen, Ester Dean, Traci Hale, Aubrey Graham
- Sản xuất – Stargate
- Thu âm – Mikkel S. Eriksen, Miles Walker
- Sản xuất giọng hát – Kuk Harrell
- Thu âm giọng hát – Kuk Harrell, Noah "40" Shebib, Josh Gudwin, Marcos Tovar
- Hỗ trợ thu âm giọng hát – Bobby Campbell, Noel Cadastre, Brandon Joner
- Trộn nhạc – Phil Tan
- Hỗ trợ kỹ thuật – Damien Lewis
- Phối khí nhạc cụ – Mikkel S. Eriksen, Tor Erik Hermansen
- Hát nền – Ester Dean

## Bảng xếp hạng
| Bảng xếp hạng (2010–2011)                | Vị trí cao nhất |
| ---------------------------------------- | --------------- |
| Úc (ARIA)                                | 18              |
| Áo (Ö3 Austria Top 40)                   | 13              |
| Bỉ (Ultratop 50 Flanders)                | 28              |
| Bỉ (Ultratop 50 Wallonia)                | 40              |
| Brazil (Billboard Hot 100)               | 32              |
| Brazil (Billboard Hot Pop Songs)         | 9               |
| Canada (Canadian Hot 100)                | 5               |
| Cộng hòa Séc (Rádio Top 100)             | 36              |
| Đan Mạch (Tracklisten)                   | 19              |
| Phần Lan (Suomen virallinen lista)       | 7               |
| Pháp (SNEP)                              | 16              |
| Đức (GfK)                                | 12              |
| Hungary (Rádiós Top 40)                  | 1               |
| Ireland (IRMA)                           | 3               |
| Israel (Media Forest)                    | 3               |
| Ý (FIMI)                                 | 8               |
| Mexico (Mexico Airplay)                  | 12              |
| Hà Lan (Dutch Top 40)                    | 23              |
| Hà Lan (Single Top 100)                  | 20              |
| New Zealand (Recorded Music NZ)          | 3               |
| Na Uy (VG-lista)                         | 4               |
| Ba Lan (Dance Top 50)                    | 28              |
| Bồ Đào Nha (Billboard)                   | 2               |
| Scotland (OCC)                           | 1               |
| Slovakia (Rádio Top 100)                 | 3               |
| Hàn Quốc (Gaon International Chart)      | 15              |
| Tây Ban Nha (PROMUSICAE)                 | 42              |
| Thụy Điển (Sverigetopplistan)            | 20              |
| Thụy Sĩ (Schweizer Hitparade)            | 13              |
| Anh Quốc (OCC)                           | 1               |
| Anh Quốc R&B (OCC)                       | 1               |
| Hoa Kỳ Billboard Hot 100                 | 1               |
| Hoa Kỳ Adult Pop Airplay (Billboard)     | 30              |
| Hoa Kỳ Dance Club Songs (Billboard)      | 6               |
| Hoa Kỳ Hot R&B/Hip-Hop Songs (Billboard) | 2               |
| Hoa Kỳ Pop Airplay (Billboard)           | 4               |
| Hoa Kỳ Rhythmic (Billboard)              | 1               |

| Bảng xếp hạng (2010)                       | Vị trí |
| ------------------------------------------ | ------ |
| Úc Urban (ARIA)                            | 32     |
| Anh Quốc Singles (Official Charts Company) | 27     |

| Bảng xếp hạng (2011)                       | Vị trí |
| ------------------------------------------ | ------ |
| Canada (Canadian Hot 100)                  | 32     |
| Pháp (SNEP)                                | 85     |
| Hungary (Rádiós Top 40)                    | 33     |
| Anh Quốc Singles (Official Charts Company) | 49     |
| Hoa Kỳ Billboard Hot 100                   | 20     |
| Hoa Kỳ Hot R&B/Hip-Hop Songs (Billboard)   | 18     |
| Hoa Kỳ Mainstream Top 40 (Billboard)       | 30     |
| Hoa Kỳ Radio Songs (Billboard)             | 11     |
| Hoa Kỳ Rhythmic (Billboard)                | 6      |

## Chứng nhận
| Quốc gia | Chứng nhận  | Số đơn vị/doanh số chứng nhận |
| --- | ----------- | ----------------------------- |
| Úc (ARIA) | Bạch kim    | 70.000^                       |
| Brasil (Pro-Música Brasil) | Kim cương   | 250.000‡                      |
| Đan Mạch (IFPI Đan Mạch) | Vàng        | 45.000‡                       |
| Đức (BVMI) | Vàng        | 250.000‡                      |
| Ý (FIMI) | Vàng        | 15.000*                       |
| New Zealand (RMNZ) | 2× Bạch kim | 60.000‡                       |
| Thụy Điển (GLF) | Bạch kim    | 20.000‡                       |
| Thụy Sĩ (IFPI) | Vàng        | 15.000^                       |
| Anh Quốc (BPI) | 2× Bạch kim | 1.200.000‡                    |
| Hoa Kỳ (RIAA) | 6× Bạch kim | 6.000.000‡                    |
| * Chứng nhận dựa theo doanh số tiêu thụ. ^ Chứng nhận dựa theo doanh số nhập hàng. ‡ Chứng nhận dựa theo doanh số tiêu thụ và phát trực tuyến. |             |                               |

## Lịch sử phát hành
| Khu vực    | Ngày phát hành       | Định dạng                         | Hãng đĩa          | Nguồn   |
| ---------- | -------------------- | --------------------------------- | ----------------- | ------- |
| Hoa Kỳ     | 25 tháng 10 năm 2010 | Tải kỹ thuật số                   | Def Jam           | [ 57 ]  |
| Hoa Kỳ     | 25 tháng 10 năm 2010 | Đài phát thanh rhythmic đương đại | Def Jam           | [ 58 ]  |
| Hoa Kỳ     | 26 tháng 10 năm 2010 | Đài phát thanh hit đương đại      | Def Jam           | [ 59 ]  |
| Úc         | 29 tháng 10 năm 2010 | Tải kỹ thuật số                   | Def Jam           | [ 172 ] |
| Brasil     | 12 tháng 11 năm 2010 | Tải kỹ thuật số                   | Def Jam           | [ 124 ] |
| Bồ Đào Nha | 15 tháng 11 năm 2010 | Tải kỹ thuật số                   | Def Jam           | [ 173 ] |
| Anh Quốc   | 10 tháng 1 năm 2011  | Tải kỹ thuật số                   | Universal         | [ 174 ] |
| Đức        | 21 tháng 1 năm 2011  | Đĩa đơn CD                        | Def Jam Universal | [ 60 ]  |